# 桃酥餅

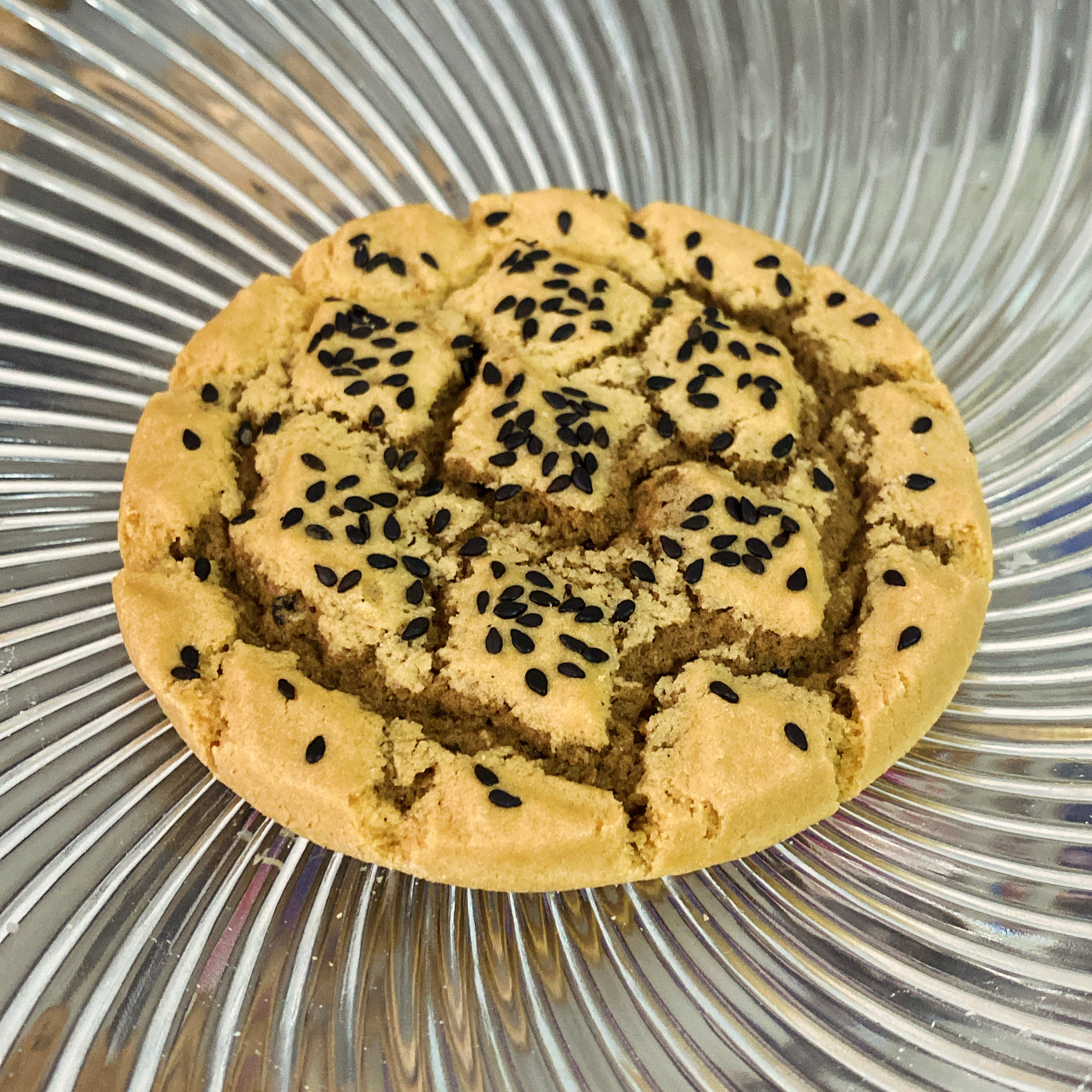
桃酥餅

桃酥餅（タォースゥービン）または桃酥（タォースゥー）とは、中国の伝統的なお菓子、北京、江西省、山東省や天津などの地域でよく食べられる。地域によって作り方が異なるが、小麦粉、砂糖、クルミ、たまごやラードなどで作るのがほとんどである。